# 桓石虔
桓 石虔（かん せきけん、生年不詳 - 太元14年6月19日（389年7月28日））は、東晋の軍人。小字は鎮悪。譙国竜亢県の人。東晋の征西大将軍桓豁の子。並外れた武勇をもって、数多くの戦いで活躍した。

## 生涯
東晋に仕え、寧遠将軍・南頓郡太守に任じられていた。
太和5年（370年）4月、前燕と前秦は、前燕の建威将軍袁瑾を救援するため軍を派遣した。大司馬桓温は桓石虔・督護竺瑤らを派遣した。前燕軍が先に至り、両軍は武丘で戦い、東晋軍が勝利した。桓石虔は南城を攻略した。
太和6年（371年）1月、袁瑾・朱輔が前秦に救援を求めた。前秦の天王苻堅は武衛将軍王鑒・前将軍張蚝に歩騎2万を与えて救援に向かわせた。桓温は桓石虔・淮南郡太守桓伊らに前秦軍の迎撃を命じた。両軍は石橋で戦い、東晋軍が勝利、軍馬5百匹を得た。前秦軍は慎城に退却した。
寧康2年（374年）11月、張育・楊光が益州で前秦に対して反乱を起こした。張育らは使者を遣して東晋に出兵を請うた。東晋は威遠将軍に任じられていた桓石虔・益州刺史竺瑤に3万の兵を与えて墊江を攻撃した。守っていた前秦の寧州刺史姚萇は敗れ、五城に退却した。桓石虔・竺瑤は巴東に駐屯した。
新たに竟陵郡太守に任じられたが、太元2年（377年）8月、父の征西大将軍桓豁が亡くなると職を辞した。
前秦軍が淮南に侵攻すると、詔により奮威将軍・南平郡太守に任じられた。
太元6年（381年）11月、前秦の荊州刺史都貴は、司馬閻振・中兵参軍呉仲に2万の兵を与えて竟陵に侵攻させ、輜重を管城に留めて水陸路を進軍した。車騎将軍桓沖は桓石虔・衛軍参軍桓石民・竟陵郡太守郭銓らに水陸2万の兵を与えて迎撃させた。
12月、桓石虔らは閻振・呉仲らを攻撃、勝利した。敗れた閻振・呉仲は管城に退却した。前秦軍は敖水をもって東晋軍を阻んだ。桓石虔は夜に渡河を敢行、力戦の末に前秦軍を大破した。管城へ侵攻、これを攻略して閻振・呉仲、大小の将帥29名を捕らえ、斬首7千、捕虜1万、軍馬数百匹、牛羊千頭、甲冑3百領の戦果をあげた。この功により河東郡太守に任じられ、進軍して樊城に拠った。
太元8年（383年）5月、桓沖は10万の兵を率いて襄陽を攻めた。冠軍将軍に任じられていた桓石虔は振威将軍桓石民・前将軍劉波とともに沔北の諸城を攻めた。
7月、冠軍将軍に任じられていた桓石虔は、桓石民・劉波・鷹揚将軍郭銓とともに筑陽を攻略した。前秦の兗州刺史張崇を武当で破り、2千戸を掠して帰還した。
太元9年（384年）2月、監豫揚五郡諸軍事・豫州刺史に任じられた。
8月、徐兗二州刺史謝玄が前鋒都督に任じられ、南中郎将に任じられていた桓石虔らを率いて前秦討伐にあたった。桓石虔は進軍して魯陽に拠ると、河南郡太守高茂を遣わして洛陽の北を守らせた。謝玄らと共に下邳へ至ると、前秦の徐州刺史趙遷は彭城へ逃走した。桓石虔らは追撃、刀山で前秦軍を破って彭城を占拠した。
母が亡くなると職を辞した。喪が明けると復職した。馬頭に移鎮せよと命じられた。桓石虔は歴陽への移鎮を求め、許された。
使持節・都督荊益寧三州諸軍事・荊州刺史に任じられた。
太元14年（389年）6月、亡くなった。右将軍を追贈され、閻振討伐の功により、作唐侯に封じられた。五男の桓誕が後を継いだ。

## 人物・逸話
- 幼少から才幹があり、身体の敏捷さは群を抜いて優れていた [10]。
- 荊州で狩りを行った際、猛獣に数本の矢が刺さり、地面に伏していた。戯れに刺さった矢を抜くようにと命令が下った。桓石虔は急いで猛獣の元に向かい、矢を一本引き抜いた。猛獣は飛び跳ね、桓石虔も飛び跳ねて格闘の末、猛獣を組み伏せた。桓石虔は再び矢を引き抜いて戻ってきた[10]。
- 桓温に従って関中へ侵攻した際、桓沖が前秦の皇帝苻健によって包囲され、討死の危機にあった。桓石虔は単騎で赴き、数万の兵がひしめく中、桓沖を救って帰還した。敵兵に桓石虔に抗する者はなく、三軍は感嘆し、その威名は敵軍を震わせた[10]。
- 病人に「桓石虔が来るぞ」と言うと、怖れのあまり多くの者が快復した。民衆が桓石虔を畏れるのはこれほどであった[10]。
- 謝安は桓石虔の勇猛ぶりを慮り、これを御することは難しいと考えて豫州刺史に任じた。桓石民が荊州刺史、桓伊が江州刺史に任じられ、桓氏が三州に拠ることになり、彼らは誰憚ることなく各州を治めた[11]。

## 家系

### 父
- 桓豁 - 字は朗子

### 兄弟
- 桓石秀
- 桓石民
- 桓石生
- 桓石綏
- 桓石康

### 子女
- 桓洪 - 長男
- 桓振 - 桓洪の弟、字は道全
- 桓誕 - 五男
- 桓氏 - 桓振の妹で、司馬秀の妻